# 2417 Маквітті
2417 Маквітті (2417 McVittie) — астероїд головного поясу, відкритий 15 лютого 1964 року.
Тіссеранів параметр щодо Юпітера — 3,158.